# Okhta
Okhta (russisk: Óхта; svensk: Svartbäcken) er en å i Leningrad oblast og den østlige del af Sankt Petersborg i Rusland og en af bifloderne til Neva fra højre. Floden er 99 km lang og har et afvandingsareal på 768km2. Afvandingsområdet for Okhta omfatter den sydlige del af Karelske næs. Byen Vsevolozhsk og de bymæssige bebyggelser Toksovo og Kuzmolovskij er beliggende i dette afvandingsområde. Store søer i afvandingsområdet for Okhta er Kavgolovskoje sø og Khepoyarvi sø.
Floden udmunder i Neva 12 km før mundingen for denne inden for Sankt Petersborgs bygrænse. Nord for udmundingen ligger bydelen Bolšaja Ohta og syd for bydelen Malaja Ohta. På venstre bred af udmundingen ligger bydelen Smolnõi.
Kilderne til Okhta er i sumpene i den nordvestlige del af Vsevolozhskij-distriktet nord for byen Sertolovo. Okhta flyder mod sydøst, neden for bebyggelsen Vartemyagi drejer strømmen mod øst, passerer sydvest for bebyggelsen Toksovo og drejer mod syd. Fra Toksovo flyder floden reelt gennem forstæderne til Sankt Petersborg. Nedstrøms for bebyggelsen Murino løber den ind i Sankt Petersborg, passerer Ladozhskij-banegården og har sin udmunding under Malookhtinsky-broen, der adskiller dæmningerne Malookhtinskaja og Sverdlovskaja.

Rzjevskij-reservoiret (5 km langt, 120 m bredt, med en vandmængde på 4 mio. m3) er bygget ved Okhta.
Den største biflod til Okhta er Okkervil.
59°56′45″N 30°24′27″Ø / 59.9458°N 30.4075°Ø